# Adud ad-Daula

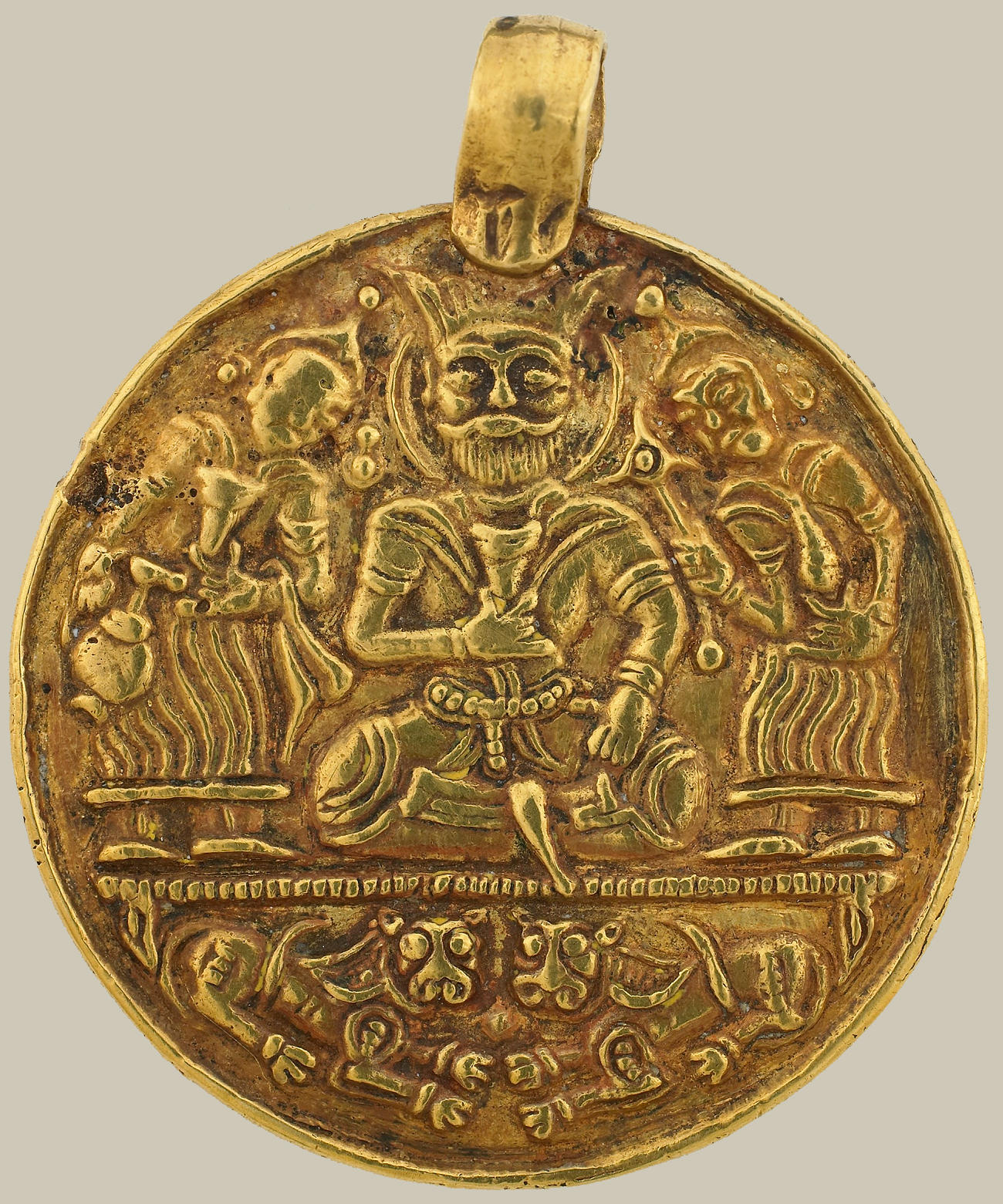
Medallion mit der Abbildung Adud ad-Daulas

Goldmünze aus der Zeit Adud ad-Daulas. Im Av.-Feld (links) steht: lā ilāha illā ʼllāh / waḥdahū lā šarīka lahū / al-malik al-ʿadl („der gerechte Fürst“) / šāhānšāh („der Könige König“) / ʿAḍud ad-Daula / wa-Tāǧ al-Milla / Abū Šuǧāʿ; die Av.-Umschrift lautet: bi-ʼsmi ʼllāh ḍuriba hāḏa ʼd-dīnār bi-ʼl-Baṣra sanata iṯnatain wa-sabʿīn wa-ṯalaṯ-miʾa („Im Namen Gottes, dieser Dinar wurde im Jahre 372 [H. = 982/3] zu Basra geschlagen.“). Im Rev.-Feld (rechts) steht: li-ʼllāh / Muḥammad / rasūl Allāh / ṣallā ʼllāhu / ʿalaihi wa-sallam / aṭ-Ṭāʾiʿ li-ʼllāh; die Rev.-Umschrift ist die sog. risāla, d. h. Vers 33 aus Sure 9 des Korans.

Abū Schudschāʿ Fannā Chosrou Adud ad-Daula (anhörenⓘ persisch ابو شجاع فناخسرو عضد الدولة, DMG Abū Šuǧāʿ Fannā-Ḫosrou ʿAḍud ad-Daula, ‚Heldenvater, Schutz-Herrscher, Stütze des Reichs‘; * 24. September 936 in Isfahan; † 26. März 983 in Bagdad), besser bekannt unter seinem Ehrennamen (laqab) Adud ad-Daula herrschte von 949 bis 983 und war der bedeutendste Herrscher aus der Dynastie der schiitischen Buyiden und einer der mächtigsten islamischen Herrscher seiner Zeit. Die Buyiden waren eine Herrscherfamilie, die über Gebiete des Irans und des Iraks herrschten und dabei in mehrere Teilreiche aufgeteilt waren. Über diesen Herrschern stand ein Familienältester wie Adud ad-Daulas Vater Rukn ad-Daula.
Seinen Ehrennamen Adud ad-Daula erhielt er 949 vom abbasidischen Kalifen al-Mutīʿ li-ʾllāh in Bagdad, als ad-Daula nach seinem kinderlosen Onkel Imad ad-Daula zum Emir des südiranischen Fars ernannt wurde. 974 kam er seinem Cousin Izz ad-Daula im Irak zu Hilfe, verdrängte aber dann selbst Izz ad-Daula von seinem Platz. Sein Vater jedoch war darüber verärgert und setzte Izz ad-Daula wieder ein. Nach dem Tod seines Vaters und einem erfolglosen Aufstand seines Cousins Izz ad-Daula wurde Adud ad-Daula zum alleinigen Buyidenherrscher und nahm den Titel Schahanschah (König aller Könige) an.

## Leben

### Kindheit
Geboren wurde er als Fanna Chosrau als Sohn Rukn ad-Daulas – Bruder von Imad ad-Daula und Mu'izz ad-Daula – am 24. September 936 in Isfahan. Laut Ibn Isfandiyar war die Mutter eine Adelige aus der Familie der Firuzaniden aus Dailam, wo auch die Buyiden herstammten. Aber der Encyclopædia Iranica zufolge war seine Mutter eine türkische Konkubine.

### Emir von Fars
Bereits im Jahr 948 wurde Fanna Chosrau von seinem Onkel Imad ad-Daula als Nachfolger für Fars ausgewählt. Sein Onkel verstarb im Dezember 949 ohne männlichen Erben. Diese Ernennung wurde vom Hof in der Hauptstadt Schiras nicht anerkannt, sodass kurz nach Fanna Chosraus Amtsantritt ein Aufstand gegen ihn begann. Sein Vater Rukn ad-Daula kam zu Hilfe und setzte ihn in Schiras auf den Thron. Fanna Chosrau verlangte vom Kalifen den Ehrennamen Tadsch ad-Daula („Krone des Staates“), was ihm aber verweigert wurde. Stattdessen erhielt er den Namen Adud ad-Daula. Da Adud ad-Daula erst 13 Jahre alt war, wurde er von seinem Tutor Abu 'l-Fadl ibn al-'Amid angeleitet.
Adud ad-Daulas Vater Rukn ad-Daula beanspruchte für sich den Titel des Oberherrschers der Buyiden, was von den anderen buyidischen Herrschern anerkannt wurde. Im Jahr 955 nahm der dailamitische Offizier Ibn Makan Rukn ad-Daula seinen Herrschaftssitz Isfahan ab. Adud ad-Daula eroberte die Stadt zurück. Wenig später rebellierten die Dailamitenbrüder Ruzbahan und Bullaka gegen Mu'izz ad-Daula und Adud ad-Daula. Doch auch diese Rebellion wurde niedergeschlagen.
Im Jahr 966 führten Adud ad-Daula und sein Onkel Mu'izz ad-Daula gemeinsam eine militärische Kampagne gegen den Oman. Ein Jahr später starb Mu'izz ad-Daula und ihm folgte sein ältester Sohn Izz ad-Daula als Emir des Iraks nach. Im selben Jahr half Adud ad-Daula dem Ziyariden Bisutun im östlichen Iran gegen dessen Bruder Qabus auf den Thron. Adud ad-Daula und Bisutun schmiedeten eine Allianz und Bisutun heiratete eine Tochter Adud ad-Daulas, während dieser seinerseits eine Tochter Bisutuns heiratete.

### Eroberung von Kerman
Als die Banu Ilyas, die über Kerman herrschten, in interne Streitigkeiten verwickelt waren, nutzte Adud ad-Daula dies aus, um einen Großteil Kermans zu annektieren. Schon sein Onkel Mu'izz ad-Daula hatte Kerman erobern wollen, aber gegen die Banu Ilyas verloren. Nach Kermans Eroberung bestimmte Adud ad-Daula seinen Sohn Abu'l-Fawaris Schirdhil zum örtlichen Herrscher.
Im nächsten Jahr konnte Adud ad-Daula mit den Saffariden Frieden schließen, die die Oberherrschaft der Buyiden akzeptierten, um einen Bündnispartner gegen die starken Samaniden im Osten zu haben. Aber wenig später erhob sich Sulaiman von den Banu Ilyas gegen Adud ad-Daula, um Kerman zurückzuerobern. Adud ad-Daula besiegte ihn und dehnte sein Gebiet bis zur Straße von Hormus aus. Während dieser Kampagne im Südiran traten viele iranische Stämme zum Islam über und bekundeten ihre Loyalität zu den Buyiden. Im August/September 971 führte Adud ad-Daula eine Strafexpedition gegen illoyale belutschische Stämme. Die Belutschen wurden am 8. Januar 972 besiegt. An ihrer Stelle wurden loyale Männer mit Land ausgestattet, um die Region unter Kontrolle zu halten. Adud ad-Daula und sein Vater konnten mit den mächtigen Samaniden nach der Zahlung von 150.000 Dinaren Frieden schließen. Im selben Jahr eroberte Adud ad-Daula Suhar und erweiterte so seine Herrschaft über den Oman.
Im Jahr 974 wurde sein Cousin Izz ad-Daula im irakischen Wasit von seinen eigenen Truppen belagert. Adud ad-Daula eilte herbei und fügte den Rebellen am 30. Januar 975 eine schwere Niederlage zu. Dann aber zwang er Izz ad-Daula am 12. März zum Rücktritt. Sein Onkel Rukn ad-Daula war sehr verärgert und bestand auf der Wiedereinsetzung Izz ad-Daulas. Adud ad-Daula versuchte, mit Tributzahlungen zu einer Übereinkunft zu gelangen. Doch Rukn ad-Daula setzte Izz ad-Daula als Herrscher wieder ein. Dies sollte später noch zu einem Krieg zwischen Adud ad-Daula und Izz ad-Daula führen.
Ein Jahr später zog Adud ad-Daula gegen Bam, wo sich ein weiteres Mitglied der entmachteten Banu Ilyas erhoben hatte.

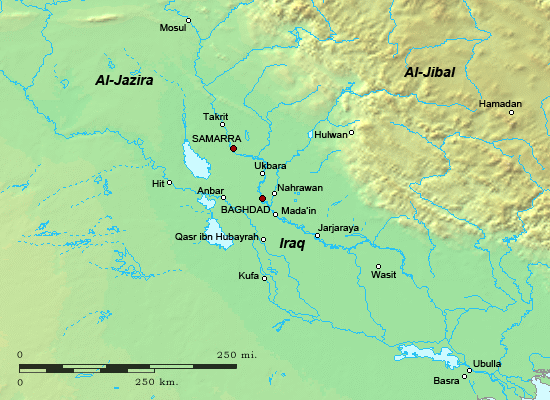
Der Irak im 9./10. Jahrhundert.

### Machtkampf und Krieg gegen die Hamdaniden
Am 16. September 976 verstarb Rukn ad-Daula. Nach seinem Tod bereitete sich Izz ad-Daula darauf vor, Rache an Adud ad-Daula zu nehmen, und ging dazu mit Adud ad-Daulas älterem Bruder und Nachfolger seines Vaters Fachr ad-Daula, den Hamdaniden aus dem Nordirak, den Hasanwayhiden und Stämmen aus dem südlichen Irak eine Allianz ein. Ein weiterer Bruder Adud ad-Daulas namens Mu'ayyad ad-Daula blieb aber gegenüber seinem Bruder loyal.
Izz ad-Daula verweigerte Adud ad-Daula die Treue und verlas dessen Namen nicht mehr während der Chutba beim Freitagsgebet. Daraufhin marschierte Adud ad-Daula gen Chuzestan, wo er am 1. Juli 977 bei Ahvaz Izz ad-Daula mit Leichtigkeit besiegte. Izz ad-Daula wurde verschont und durfte sich ins Exil nach Syrien begeben. Aber auf dem Weg dorthin konnte ihn der hamdanidische Herrscher Abu Taghlib davon überzeugen den Kampf wieder aufzunehmen. So fielen beide gemeinsam am 29. Mai 978 in das Gebiet Adud ad-Daulas ein und trugen bei Samarra eine Schlacht aus. Izz ad-Daula unterlag erneut und wurde diesmal auf Befehl Adud ad-Daulas hingerichtet. Adud ad-Daula zog gegen die hamdanidische Hauptstadt Mossul und eroberte die Stadt, woraufhin Abu Taghlib nach Antzitene auf byzantinisches Gebiet floh. Adud ad-Daula blieb ein Jahr in Mossul, wo er seine Macht konsolidierte, während seine Armeen weiter nördlich die Regionen um Diyar Bakr und Diyar Mudar eroberten. Mit Mayyafariqin fiel eine weitere wichtige Stadt der Hamdaniden, was Abu Taghlib zu Friedensverhandlungen mit Adud ad-Daula zwang. Adud ad-Daula konnte diese Gebiete bis zu seinem Tod halten.
Als neuer Herrscher des Iraks machte sich Adud ad-Daula auf, die lokalen autonomen beduinischen und kurdischen Stämme zu unterwerfen. Anzumerken ist, dass zu der Zeit alle nomadischen Stämme des Zāgros-Gebirges als Kurden bezeichnet wurden. So mischte er sich in die Thronnachfolge der Hasanwayhiden ein. Als Nächstes unterwarf er den arabischen Schayban-Stamm und kämpfte im Südirak gegen den Herrscher des Marschlandes al-Batiha, Hasan ibn 'Imran, der aber Adud ad-Daula besiegen konnte. Im ausgehandelten Frieden erkannten der Emir der Batiha die Oberherrschaft Adud ad-Daulas an.
Zur selben Zeit starb sein Verbündeter Bisutun und unter den Ziyariden brach ein Bürgerkrieg aus, wobei der Gouverneur Tabaristans Dubadsch ibn Bani Bisutuns Sohn gegen seinen Onkel Qabus unterstützte. Adud ad-Daula schickte eine Armee und half Qabus auf den Thron und ließ den Kalifen Qabus den Ehrentitel Schams al-Ma'ali geben.
Im Mai 979 fiel Adud ad-Daula im Gebiet seines Bruders Fachr ad-Daula ein, der dann über Qazvin nach Nischapur floh. Adud ad-Daula setzte in Kerman und Kermānschāh eigene Verwalter ein und eroberte im August/September 980 Hamadan. Kurz danach übertrug Adud ad-Daula die Stadt an seinen jüngeren und loyalen Bruder Mu'ayyad ad-Daula. Darüber hinaus verhalf Adud ad-Daula ihm zur Eroberung des ziyaridischen Tabaristan und Gorgan. Qabus hatte seinem geflohenen Bruder Unterschlupf gewährt und wurde dafür bestraft.
Adud ad-Daula war nun der ranghöchste Buyide und andere Dynastien wie die Hamdaniden, Saffariden, Schahiniden, Hasanwayhiden und sogar jemenitische Fürsten erkannten ihn als Oberherren an. Andere Regionen wie Makran waren ebenfalls unter seiner Kontrolle.
Nach all dem kehrte Adud ad-Daula nach Bagdad zurück und setzte mehrere Gebäude instand. Er beendete auch die Streitigkeiten zwischen seinen dailamitischen und türkischen Soldaten. 982 empfing er einen byzantinischen Gesandten zu Friedensverhandlungen, der Adud ad-Daula anbot, seinen Namen in der Chutba in Konstantinopel zu verlesen. Adud ad-Daulas Wesir stellte gegenüber dem Gesandten die Größe seines Herrn heraus.

## Tod und Nachfolge
Adud ad-Daula starb am 26. März in Bagdad. Sein Sohn Abu Kalidschar Marzuban, der zur selben Zeit vor Ort war, hielt den Tod geheim, um seine Thronbesteigung zu sichern und einen Bürgerkrieg zu verhindern. Nach der Bekanntwerdung seines Todes stieg Abu Kalidschar Marzuban als Samsam ad-Daula auf den Thron. Aber als sich sein Bruder Abu'l-Fawaris Schirdhil gegen ihn erhob, brach trotzdem der gefürchtete Bürgerkrieg aus. Adud ad-Daula wurde in Nadschaf beigesetzt.

## Verwaltung und Errungenschaften

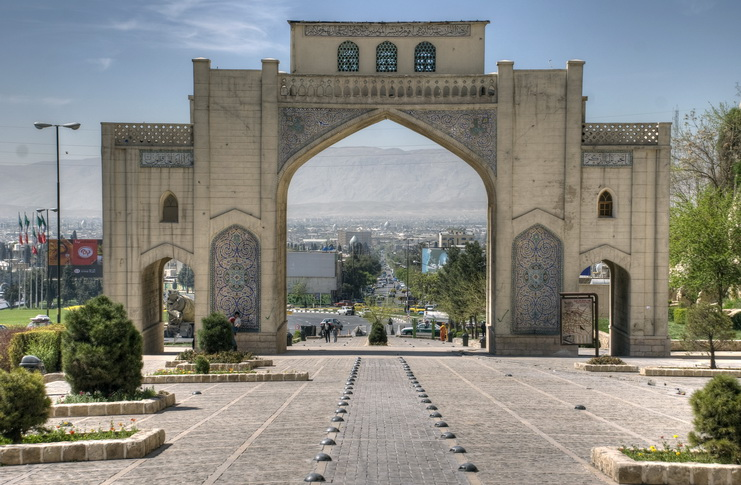
Das Qur'an-Tor in Schiras.

Adud ad-Daula hatte seinen Hof in Schiras, besuchte aber Bagdad mehrere Male und hatte dort einige Wesire. Einer davon war der Christ Nasir ibn Harun. Auch dienten ihm einige zoroastrische Staatsmänner wie Abu Sahl Sa'id ibn Fadl al-Madschusi, sein Finanzminister Abu'l-Faradsch Mansur ibn Sahl al-Madschusi und Bahram ibn Ardaschir al-Madschusi. Adud ad-Daula schien großen Respekt für deren Religion zu haben.
Das Reich der Buyiden blühte unter ihm auf und durch seine liberale Politik kam es zu keinen inneren Aufständen. Er bereicherte Bagdad mit vielen öffentlichen Gebäuden wie dem bekannten Krankenhaus Al-Adudī. Es war das größte Krankenhaus seiner Zeit und wurde durch die Mongolen im 13. Jahrhundert zerstört. Am Krankenhaus wirkten große Mediziner wie 'Ali ibn al-'Abbas al-Madschusi, Ibn Marzuban und der bedeutsame Rhazes. Des Weiteren ließ er Karawanserein und Dämme errichten. Mehr als Bagdad profitierte Schiras von seiner Bautätigkeit. So steht dort ein Palast mit 360 Räumen, fortschrittlichen Windtürmen und Klimaanlage. Schiras' Bevölkerung wuchs während seiner Herrschaft so sehr, dass Adud ad-Daula eine Trabantenstadt für seine Armee bauen ließ und diese nach alter sassanidischer Art Kard-e Khosrow Fanna (Erbaut durch Fanna Chosrau) benannte. Neben dem traditionellen iranischen Neujahrsfest Nouruz ließ Adud ad-Daula noch zwei weitere Tage im großen Stil feiern, nämlich den Gründungstag der Stadt und die Inbetriebnahme der Wasserleitung.
All diese Aktivitäten steigerten Wachstum und Reichtum der Region Fars so sehr, dass das Steueraufkommen sich im 10. Jahrhundert verdreifachte. Adud ad-Daulas Beiträge machten Fars für die iranische Kultur relativ sicher und stabil, die hier während der mongolischen und seldschukischen Eroberungen weiterlebte.

## Familie
Adud ad-Daula besiegelte seine Allianzen durch eine Heiratspolitik. So verheiratete er eine Tochter mit dem Kalifen at-Tāʾiʿ li-amri ʾllāh und andere mit den Herrschern der Samaniden und Ziyariden. Adud ad-Daula selbst heiratete je eine Tochter des Ziyariden Bisutun, des Dschustaniden Manadhar und des gilakischen Herrschers Siyahgil. Aus diesen Ehen gingen mehrere Söhne hervor: Tadsch ad-Daula und Diya' ad-Daula (Manadhars Enkel), Abu Kalidschar Marzuban (Siyahgils Enkel) und Abu'l-Fawaris Schirdhil von einer türkischen Konkubine. Adud ad-Daula hatte noch einen weiteren jungen Sohn namens Baha' ad-Daula. Tadsch ad-Daula galt wegen seiner Unterstützung durch Mutter und Onkel als Thronerbe, doch Abu Kalidschar Marzuban stach ihn wegen seiner prominenteren Herkunft aus.

## Vermächtnis

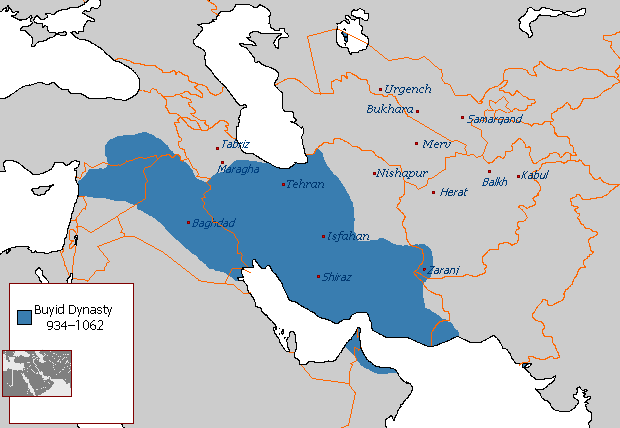
Das Reich der Buyiden am Ende der Herrschaft Adud ad-Daulas.

Adud ad-Daula unterstützte – wie die Buyiden vor ihm – die Abbasiden, um die Legitimität seiner Herrschaft zu erhalten. Trotzdem zeigte er mehr Interesse für die vorislamische iranische Zivilisation und war stolz auf seine iranische Herkunft. Er besuchte die antike Hauptstadt Persepolis mit dem zoroastrischen Priester (Mobed) Marasfand aus Kazerun, der ihm die alten Inschriften dort vorlas. Adūd ad-Daula selbst hinterließ dort eine Inschrift, in der er von seiner Rolle als Erbe dieser Zivilisation erzählte. Er ließ sogar Münzen prägen, die ihn mit einer Krone ähnlich der der Sassaniden zeigten und die traditionelle sassanidische Inschrift "Schahanschah, möge seine Glorie wachsen" trugen. Auf dem Revers der Münzen stand "Möge Schah Fanna Chosrau lange leben".
Nichtsdestotrotz bevorzugte er arabische Schriftsteller. Es gibt nur wenige Hinweise auf sein Interesse an persischer Poesie. Er sprach und schrieb Arabisch und war stolz, Schüler bekannter arabischer Gelehrter zu sein. Er studierte auf Arabisch Wissenschaften wie Astronomie und Mathematik. Viele arabische Bücher, ob religiös oder säkular, wurden ihm gewidmet. Offensichtlich zeigte er mehr Interesse an der arabischen Sprache als an der persischen und verhielt sich so wie der Großteil der Intellektuellen.
Wie viele Zeitgenossen sah er keinen Konflikt zwischen der Bewunderung des vorislamischen Irans und seinem schiitischen Glauben. Nach einigen Berichten ließ er den Imam-Husain-Schrein in Kerbela reparieren und ein Mausoleum (die heutigen Moschee von Imam Ali) für ʿAlī ibn Abī Tālib in Nadschaf bauen. Adud ad-Daula soll auch gegenüber schiitischen Theologen großzügig gewesen sein, trotzdem hatte er keine schiitische Agenda und war gegenüber Sunniten tolerant. Er wollte sogar dem sunnitischen Kalifen seine Tochter zu Frau geben, was dieser aber ablehnte.
Als Adud ad-Daula Emir des Iraks wurde, litt die Hauptstadt Bagdad unter interkonfessioneller Gewalt und Instabilität. Daraufhin verbot er öffentliche Demonstrationen und Polemik. Gleichzeitig wirkte er als Schutzpatron einiger schiitischer Gelehrter wie asch-Schaich al-Mufīd und ließ einige wichtige schiitische Schreine renovieren. Daneben unterstützte er auch die Wissenschaften und errichtete ein Observatorium in Isfahan, wo unter anderem der Astronom Abd ar-Rahman as-Sufi wirkte. Der spätere Geograf al-Muqaddasi berichtete auch von einem Band-e Amir-Damm, der 960 zwischen den Städten Schiras und Istachr gebaut wurde und fast 300 Dörfer mit Wasser versorgte. Ein anderes großes Bauprojekt war der Haffar-Kanal, der den Karun mit dem Schatt al-Arab verband. Am Eintritt des Haffar-Kanals in den Schatt al-Arab wurde die Hafenstadt Chorramschahr gebaut.